# Alan Heeger
Alan Jay Heeger (Sioux City (Iowa), 22 januari 1936) is een Amerikaans scheikundige en natuurkundige. Tezamen met Alan MacDiarmid en Hideki Shirakawa ontving hij in het jaar 2000 de Nobelprijs voor de Scheikunde voor de ontdekking en ontwikkeling van geleidende polymeren. 

## Biografie
Heeger, zoon van joodse winkeluitbaters, studeerde wis- en natuurkunde aan de Universiteit van Nebraska (Bachelor of Science in 1957) en promoveerde in 1961 aan de Universiteit van Californië - Berkeley (UCB). Aansluitende was het lecturer (1962-'64), docent (1964-'67) en hoogleraar (1967-'82) aan de Universiteit van Pennsylvania. In 1982 ging hij naar de Universiteit van Californië (UCS) te Santa Barbara als hoogleraar natuurkunde en bestuurder van het Institute for Polymers and Organic Solids. 
In 1977 ontdekte Heeger, samen met onder anderen Shirakawa en MacDiarmid, dat polyacetyleen elektrisch geleidend kon gemaakt worden door het te 'doperen' met een halogeen, zoals jodium, broom of chloor. De elektrische geleiding nam met een factor 10 miljoen toe doordat jodium de elektronen uit het polymeer trekt waardoor de overgebleven elektronen meer bewegingsvrijheden krijgen. Later werd dit principe ook op andere, praktischer bruikbare polymeren zoals polyaniline toegepast.
Zijn zonen zijn de neurowetenschapper David Heeger en de immunoloog Peter Heeger.
1901: Van 't Hoff ·
1902: E. Fischer ·
1903: Arrhenius ·
1904: Ramsay ·
1905: Baeyer ·
1906: Moissan ·
1907: Buchner ·
1908: Rutherford ·
1909: Ostwald ·
1910: Wallach ·
1911: Curie ·
1912: Grignard, Sabatier ·
1913: Werner ·
1914: Richards ·
1915: Willstätter ·
1918: Haber ·
1920: Nernst ·
1921: Soddy ·
1922: Aston ·
1923: Pregl ·
1925: Zsigmondy ·
1926: Svedberg ·
1927: Wieland ·
1928: Windaus ·
1929: Harden, Euler-Chelpin ·
1930: H. Fischer · 
1931: Bosch, Bergius ·
1932: Langmuir ·
1934: Urey ·
1935: F. Joliot-Curie, I. Joliot-Curie ·
1936: Debye ·
1937: Haworth, Karrer ·
1938: Kuhn ·
1939: Butenandt, Ružička ·
1943: Hevesy · 
1944: Hahn ·
1945: Virtanen ·
1946: Sumner, Northrop, Stanley ·
1947: Robinson · 
1948: Tiselius · 
1949: Giauque ·
1950: Diels, Alder ·
1951: McMillan, Seaborg ·
1952: Martin, Synge ·
1953: Staudinger ·
1954: Pauling ·
1955: Vigneaud ·
1956: Hinshelwood, Semjonov ·
1957: Todd ·
1958: Sanger ·
1959: Heyrovský ·
1960: Libby ·
1961: Calvin ·
1962: Perutz, Kendrew ·
1963: Ziegler, Natta ·
1964: Hodgkin ·
1965: Woodward ·
1966: Mulliken ·
1967: Eigen, Norrish, Porter ·
1968: Onsager ·
1969: Barton, Hassel ·
1970: Leloir ·
1971: Herzberg ·
1972: Anfinsen, Moore, Stein · 
1973: E.O. Fischer, Wilkinson · 
1974: Flory ·
1975: Cornforth, Prelog ·
1976: Lipscomb ·
1977: Prigogine · 
1978: Mitchell ·
1979: Brown, Wittig ·
1980: Berg, Gilbert, Sanger ·
1981: Fukui, Hoffmann ·
1982: Klug ·
1983: Taube ·
1984: Merrifield ·
1985: Hauptman, Karle ·
1986: Herschbach, Lee, Polanyi ·
1987: Cram, Lehn, Pedersen ·
1988: Deisenhofer, Huber, Michel ·
1989: Altman, Cech ·
1990: Corey ·
1991: Ernst ·
1992: Marcus ·
1993: Mullis, Smith ·
1994: Olah ·
1995: Crutzen, Molina, Rowland ·
1996: Curl, Kroto, Smalley ·
1997: Boyer, Walker, Skou ·
1998: Kohn, Pople ·
1999: Zewail ·
2000: Heeger, MacDiarmid, Shirakawa ·
2001: Knowles, Noyori, Sharpless ·
2002: Fenn, Tanaka, Wüthrich ·
2003: Agre, MacKinnon ·
2004: Ciechanover, Hershko, Rose ·
2005: Grubbs, Schrock, Chauvin ·
2006: Kornberg ·
2007: Ertl ·
2008: Shimomura, Chalfie, Tsien ·
2009: Steitz, Yonath, Ramakrishnan ·
2010: Heck, Negishi, Suzuki ·
2011: Shechtman ·
2012: Kobilka, Lefkowitz ·
2013: Karplus, Levitt, Warshel ·
2014: Betzig, Hell, Moerner ·
2015: Lindahl, Modrich, Sancar ·
2016: Sauvage, Stoddart, Feringa ·
2017: Dubochet, Frank, Henderson · 
2018: Arnold, Winter, Smith ·   
2019: Goodenough, Whittingham, Yoshino ·
2020: Charpentier, Doudna ·
2021: List, MacMillan ·
2022: Bertozzi, Meldal, Sharpless ·
2023: Bawendi, Brus, Jekimov ·
2024: Baker, Hassabis, Jumper
- DBLP: 34/5057
- Gemeinsame Normdatei: 142804916
- International Standard Name Identifier: 0000 0000 5711 0068
- Library of Congress Control Number: n88047231
- Nationale Bibliotheek van Tsjechië: xx0080743
- Nationale Bibliotheek van Israël: 987007335219805171
- LIBRIS: 231042
- SNAC: w6p9292h
- Système universitaire de documentation: 074523031
- Virtual International Authority File: 85832850
- WorldCat: E39PCjxRykCXQW6KDDRYcpPVcq